# Ingeleben
Ingeleben település Németországban, azon belül Alsó-Szászország tartományban.  Ingeleben Uehrde, Jerxheim és Gevensleben községekkel határos.

## Népesség
A település népességének változása: